# Зелений борщ
Борщ зеле́ний, щавле́вий або весня́ний — традиційна українська страва; різновид борщу до складу якого найчастіше входять щавель і яйця. Відомі також різновиди зеленого борщу зі шпинатом замість щавлю та зелений борщ із буряком. У радянські часи, як інші борщі, так і зелений український борщ, були широко відомими, дуже популярними стравами і за межами України.

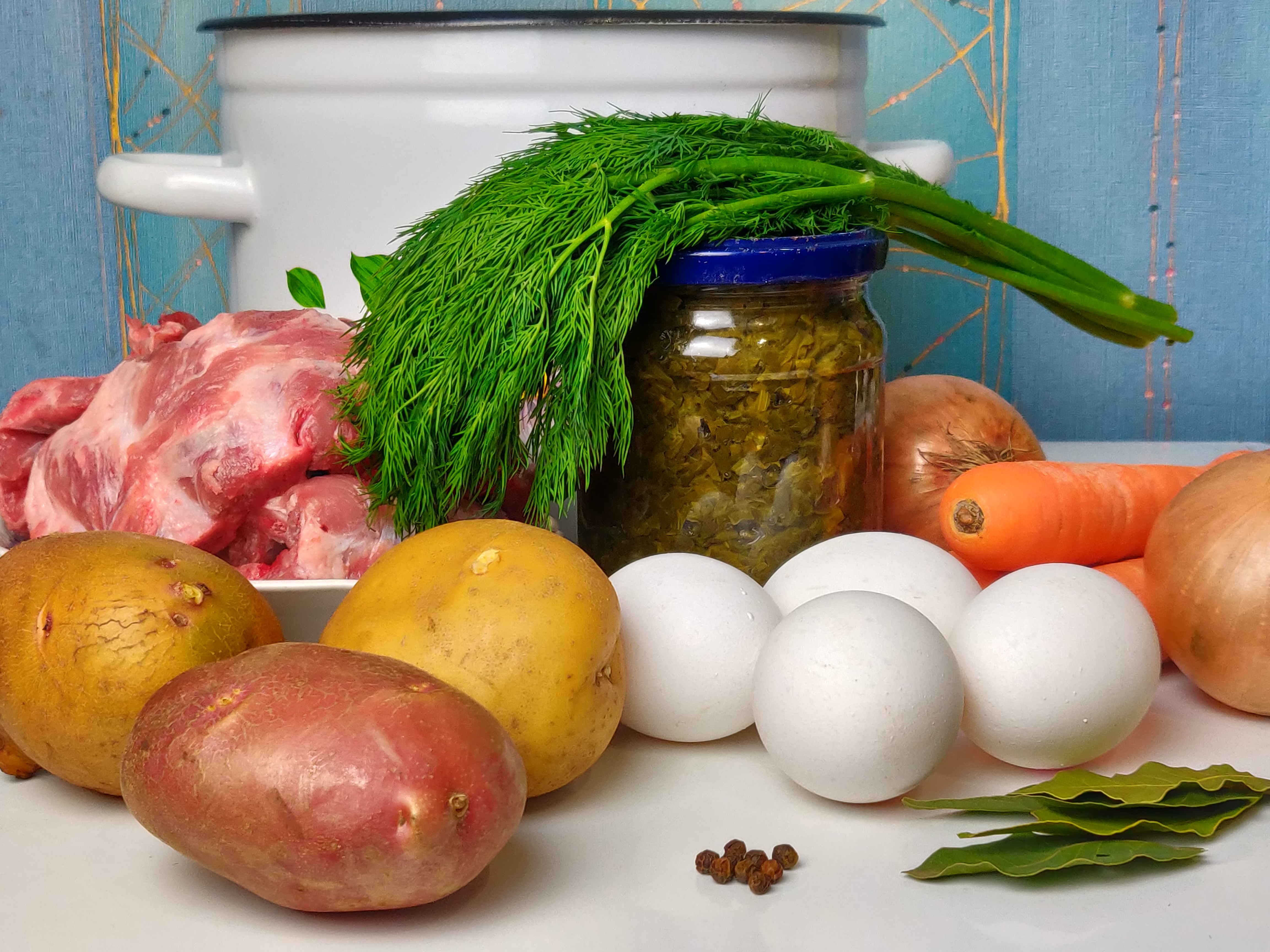
Інгредієнти зеленого борщу (крім сметани)

В Галичині щавлевий борщ також відомий як квасковий борщ або кваскова зу́па. На півночі Росії його «скопійоване похідне» називають зеленими щами.

## Опис страви
Історично зелений борщ варили з молодим щавлем, кропивою, лободою, листям буряка, засмачували круто звареним яйцем та сметаною (сироваткою, маслянкою). Так само як і червоний, щавлевий борщ у піст готували без сала і м'яса, на олії, з грибами та рибою. Готувався зелений борщ на хлібному квасі. Варять його також із сибірського борщівника.
Зелений борщ вважається одним із трьох традиційних різновидів українського борщу, на рівні з червоним та холодним. За популярністю він є другим після червоного. Традиційно його готують навесні, проте є і зимова версія цієї страви.
Зелений борщ є традиційною весняною стравою, особливо, під час Великого посту, де основними складовими є молода зелена кропива та інша рання зелень (черемша, зелена цибуля, петрушка, кріп, пшінка, іноді салат), а яйце додають після свята Великодня.[джерело?]
За книгою Василя Льовшина «Російська куховарня» (рос. «Русская поварня», 1816), зелені щі готували із кропиви, яглиці або борщівника на м'ясному бульйоні із додаванням круто зварених яєць та сметани.
За даними експедиції «Борщ у дії» 2020 року, згадки про зелений борщ зустрічаються в різних регіонах України, проте найбільш популярним він виявився на Тернопільщині, зокрема в Підволочиську. Головним інгредієнтом зеленого борщу українці називали щавель, до якого додають яйця та сметану. В деяких рецептах присутні буряк і квасоля. Зокрема, на Кіровоградщині у смт Нова Прага був зафіксований щавлевий борщ із квашеним буряком.

## Пісний зелений борщ
Також готують пісний без м'яса (іноді вегетаріанський) зелений борщ під час посту, особливо навесні — частіше з яйцями. На Київщині (село Крушинка та інші) до такого борщу не додається буряк, тому колір борщу саме зелений без червоного відтінку. Іноді щавель заміняють салатом або кропивою.[джерело?]

## Гастрономічний туризм
Місто Борщів, що на Тернопільщині, у вересні проводить щорічний фестиваль борщів. Однак борщ готують в сільських садибах Зеленого туризму на всій території в Україні з врахуванням традицій місцевої кухні та вподобань кухаря. Під Києвом у селі Дерев'яна пролягає велосипедний маршрут «На Зелений Борщ», що підкреслює традиції приготування весняного борщу за рецептами київських монастирів та Лаври.[джерело?]

## Галерея

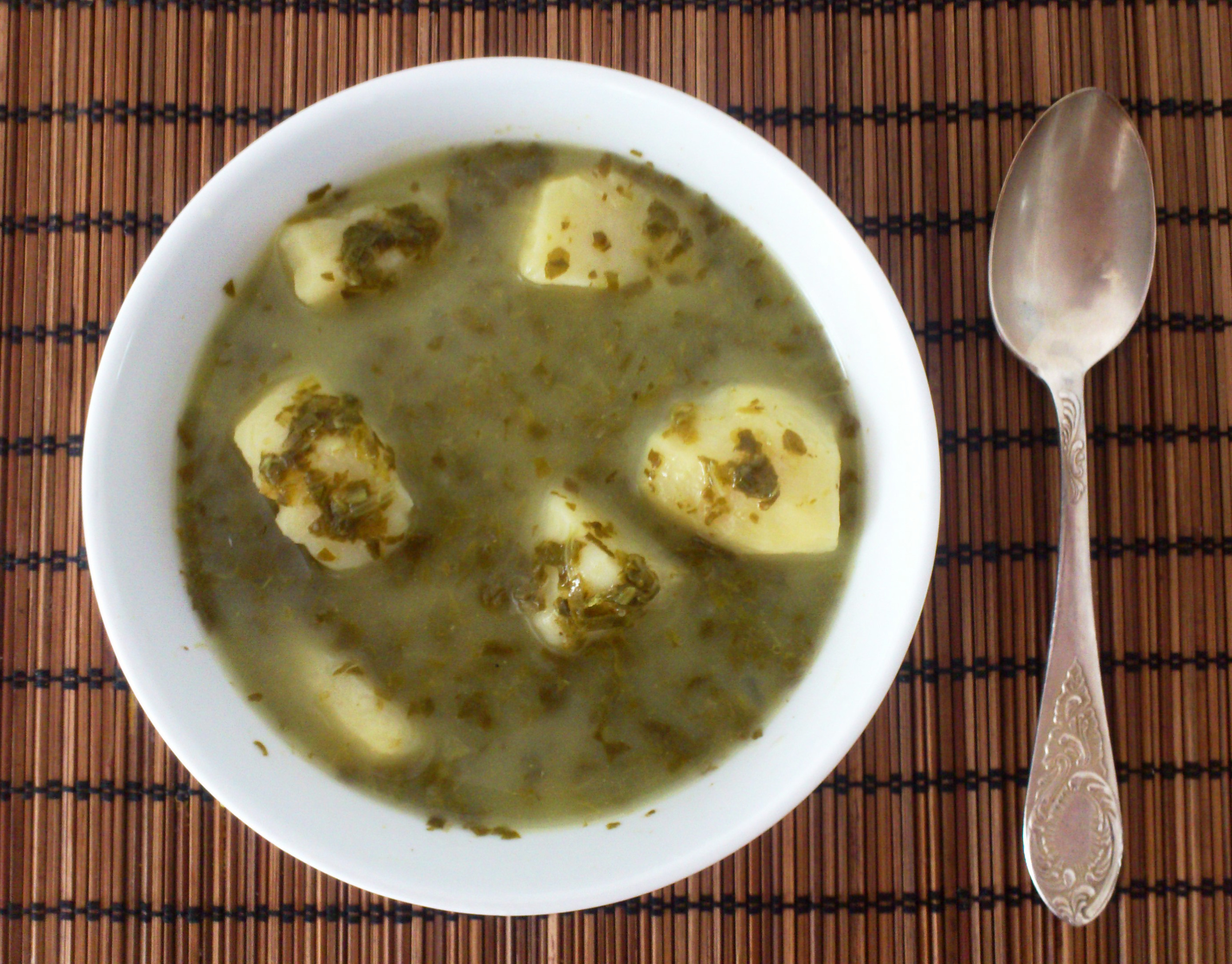
Зелений борщ із шпинатом
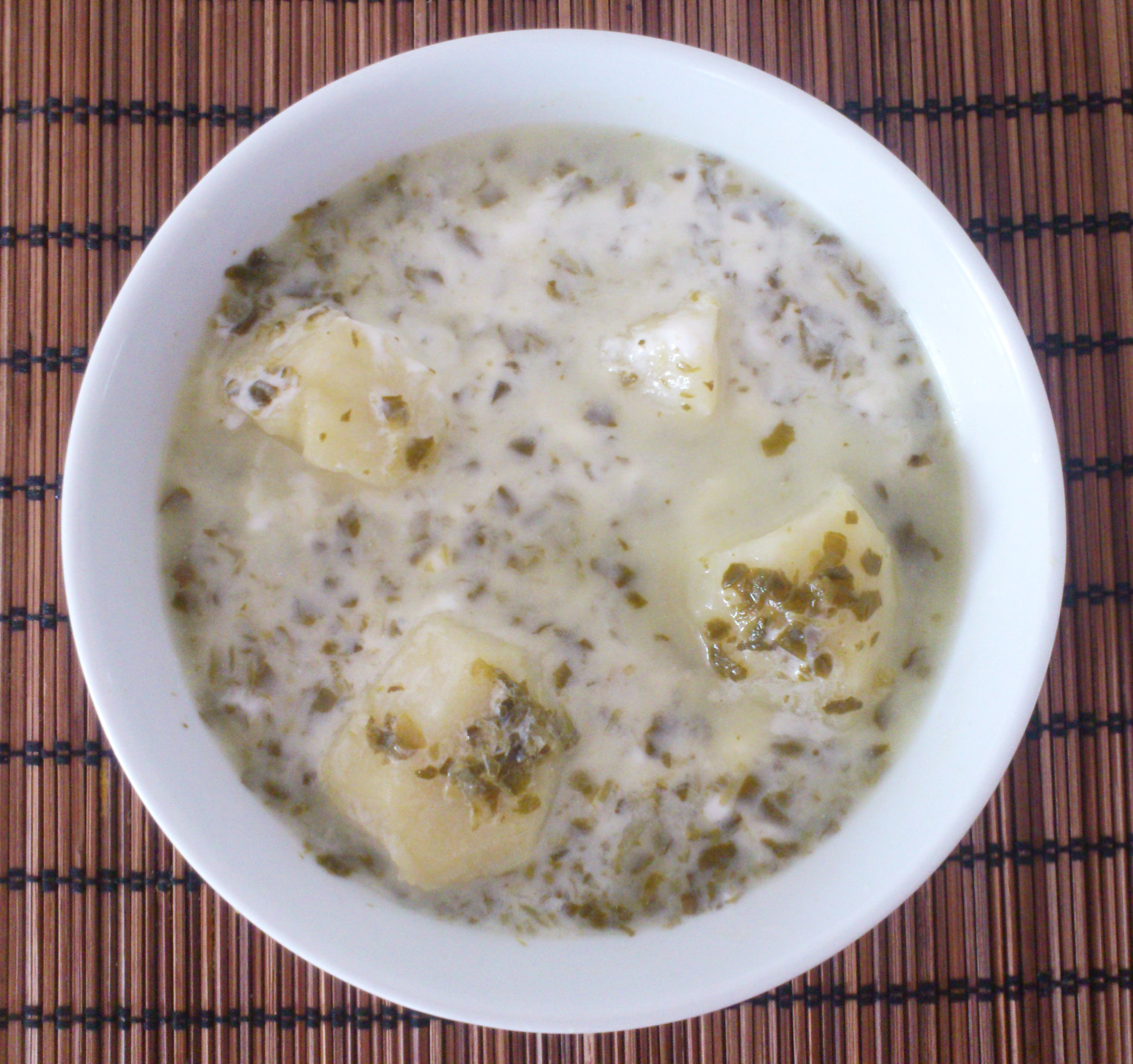
Зелений борщ зі шпинатом і сметаною
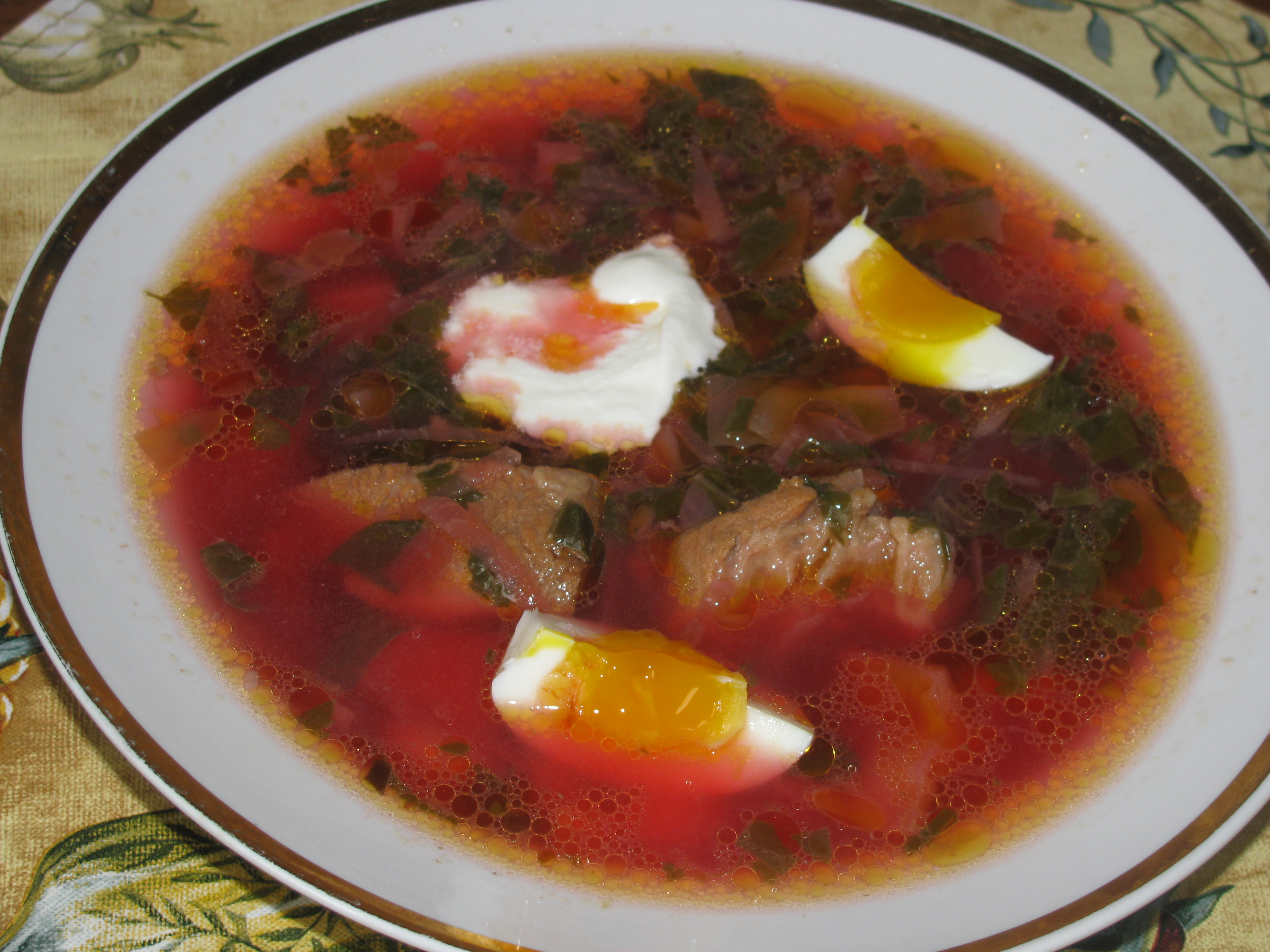
Зелений борщ із буряком
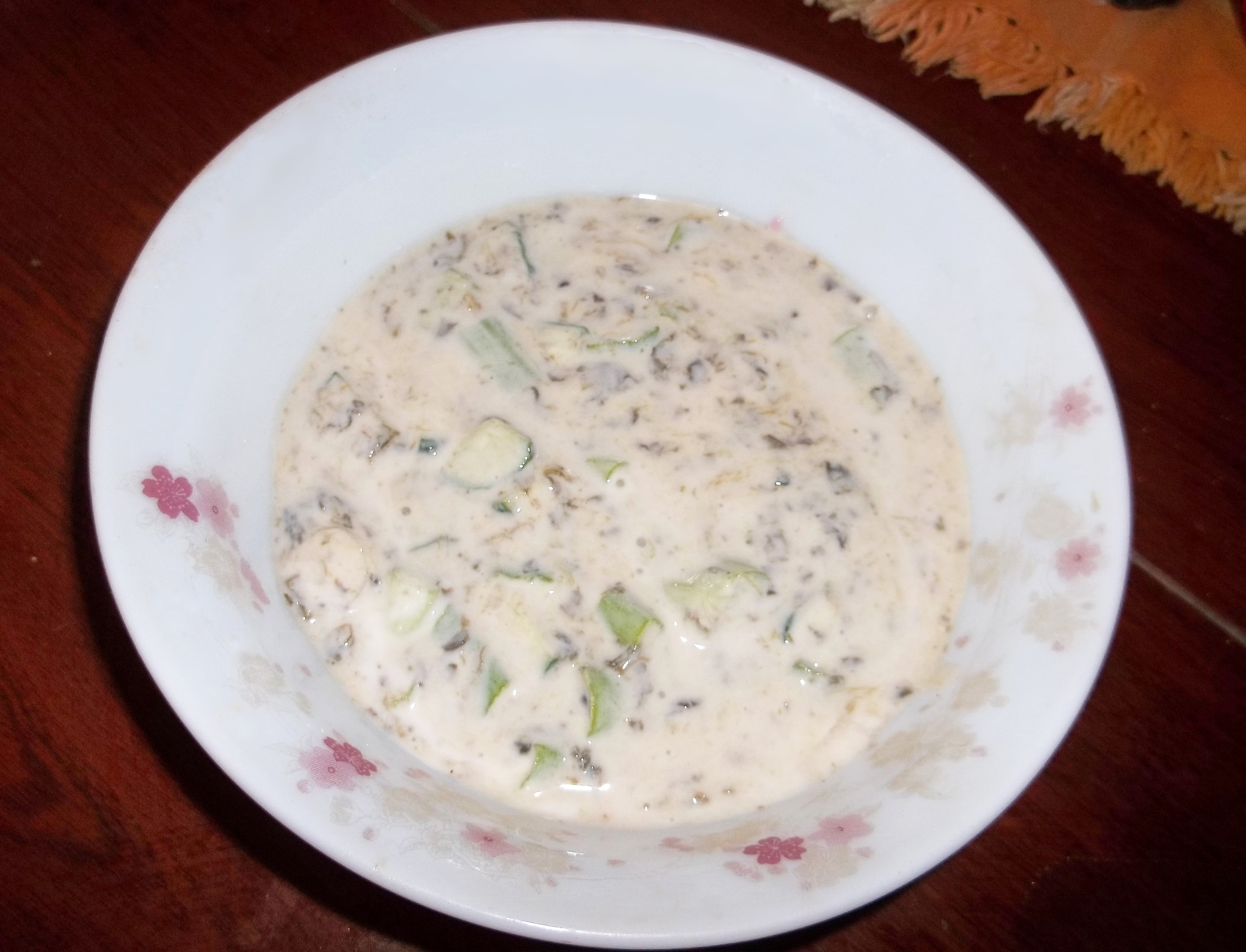
Литовський щавлевий холодний борщ